# Villingen-Schwenningen

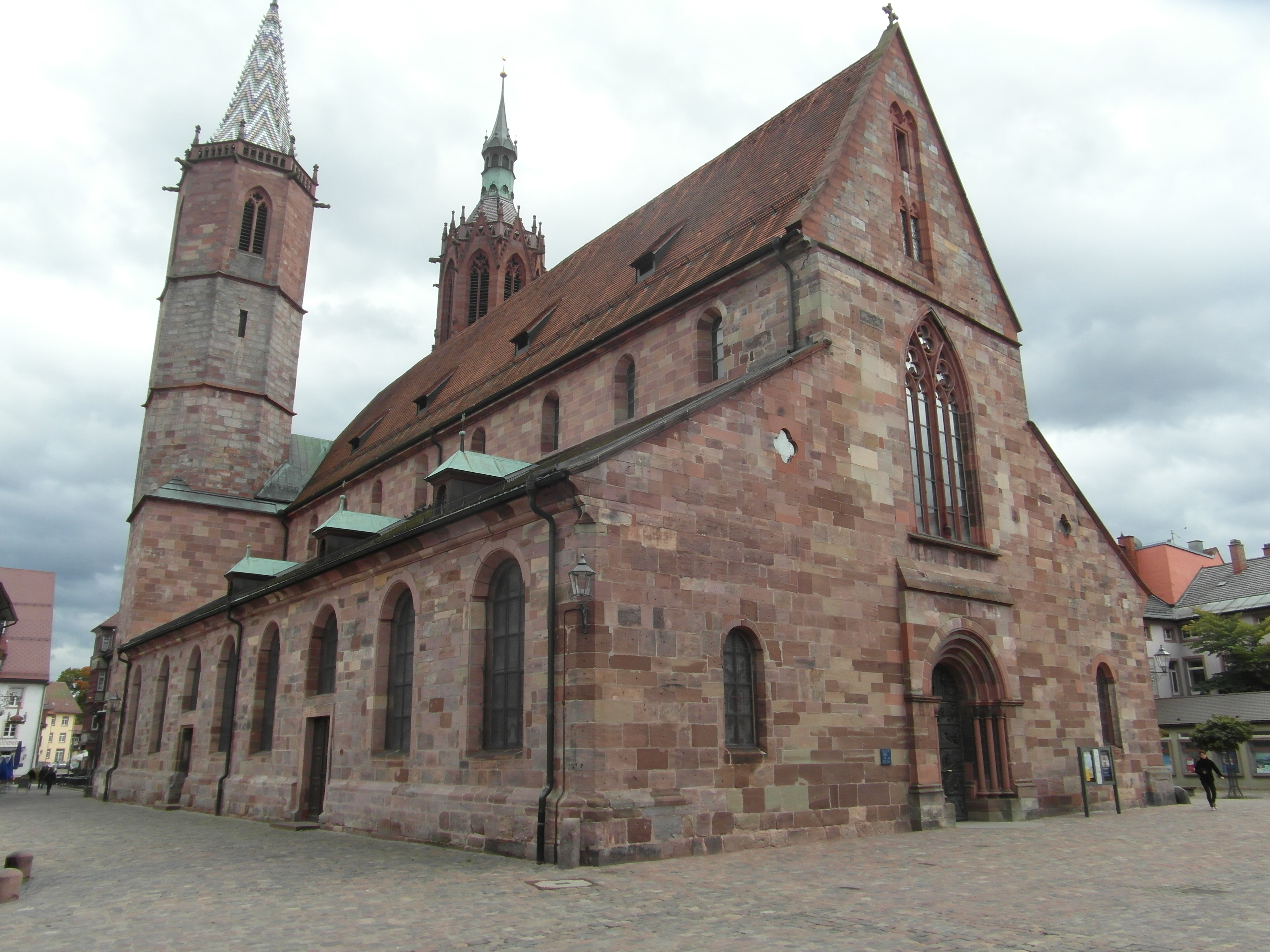
"Münster zu Unserer Lieben Frau" kerk in het oude centrum van Villingen

Villingen-Schwenningen is een plaats in de Duitse deelstaat Baden-Württemberg. Het is de Kreisstadt van het Schwarzwald-Baar-Kreis. De stad telt 85.686 inwoners.

## Geboren
- Martin Barner (19 april 1921), wiskundige
- Gerson Fehrenbach (1932), beeldhouwer
- Robert Prosinečki (12 januari 1969), voetballer
- Kiran Klaus Patel (3 oktober 1971), historicus
- Michelle (15 februari 1972), zangeres
- Martin Schmitt (29 januari 1978), schansspringer
- Daniel Caligiuri (15 januari 1988), voetballer
- Ralf Matzka (24 augustus 1989), wielrenner
- Sebastian Rudy (28 februari 1990), voetballer
- Christian Günter (28 februari 1993), voetballer
- Domenic Weinstein (27 augustus 1994), wielrenner

## Geografie
Villingen-Schwenningen heeft een oppervlakte van 165,47 km² en ligt in het zuidwesten van Duitsland.
Bad Dürrheim ·
Blumberg ·
Bräunlingen ·
Brigachtal ·
Dauchingen ·
Donaueschingen ·
Furtwangen im Schwarzwald ·
Gütenbach ·
Hüfingen ·
Königsfeld im Schwarzwald ·
Mönchweiler ·
Niedereschach ·
Schonach im Schwarzwald ·
Schönwald im Schwarzwald ·
St. Georgen im Schwarzwald ·
Triberg im Schwarzwald ·
Tuningen ·
Unterkirnach ·
Villingen-Schwenningen ·
Vöhrenbach